# Supercoppa di Lega Pro 2016
La Supercoppa di Lega Pro 2016 è stata la 17ª edizione della Supercoppa di Serie C. Il torneo è un triangolare dove si affrontano le vincitrici dei tre gironi della Lega Pro 2015-2016. L'edizione venne vinta dalla SPAL per la prima volta nella sua storia.

## Squadre partecipanti
Le squadre partecipanti all'edizione 2016:
- Cittadella Vincitrice girone A di Lega Pro 2015-2016
- SPAL Vincitore girone B di Lega Pro 2015-2016
- Benevento Vincitrice girone C di Lega Pro 2015-2016

## Formula
La formula per il triangolare prevede le seguenti regole:
- 1ª giornata: la squadra che riposa nella prima giornata viene decisa da un sorteggio, e dallo stesso viene sorteggiata la prima squadra destinata a giocare in trasferta.
- 2ª giornata: alla seconda giornata si affrontano la squadra che ha riposato e quella che perde la prima gara o, in caso di pareggio, quella che ha giocato la prima gara in casa.
- 3ª giornata: si affrontano le due squadre non incontratesi nelle due giornate precedenti.

La squadra che si piazza al primo posto viene designata vincitrice del trofeo. In caso di arrivo a pari punti, valgono le seguenti regole:
1. differenza reti;
2. maggior numero di reti segnate;
3. maggior numero di reti segnate nella gara esterna;
4. sorteggio.

## Incontri
| Arbitro: | Proietti (Terni) |

|                                                  |           |               |
| Giani 33’ Cellini 63’ Finotto 73’ Schiavon 90+3’ | Marcatori | 47’ Ciciretti |

| Arbitro: | Pagliardini (Arezzo) |

|                                |           |                                           |
| Vitiello 11’ Mazzeo 39’ (rig.) | Marcatori | 2’, 67’ Jallow 18’ Benedetti 58’ Zaccagni |

| Arbitro: | Di Ruberto (Nocera Inferiore) |

|             |           |                                    |
| Pascali 90’ | Marcatori | 10’ Zigoni 38’ Lazzari 41’ Finotto |

## Classifica
La classifica finale:
| Squadra    | P.ti | G | V | N | P | GF | GS | DR |
| ---------- | ---- | - | - | - | - | -- | -- | -- |
| SPAL       | 6    | 2 | 2 | 0 | 0 | 7  | 2  | +5 |
| Cittadella | 3    | 2 | 1 | 0 | 1 | 5  | 5  | 0  |
| Benevento  | 0    | 2 | 0 | 0 | 2 | 3  | 8  | -5 |